# Raúl Vargas
Raúl Vargas Vega (Lima, 1942) es un locutor y periodista peruano. Es una de las imágenes de la emisora peruana RPP a finales del siglo XX, junto a José María Salcedo, para convertirse en director de noticias en 2001.
Se inició principalmente como editor de la revista Educación en los años 1970 por el Ministerio de Educación del Perú, y trabajó en la Centro Regional de Educación de la OEA. También trabajó en la dirección de varios diarios nacionales, incluido La República (1986-1987) y la sección política de la revista Caretas (1988-1998). Además, asumió en 1984 como director de la Asociación de Locutores del Perú. Entre 2005 y 2016 la encuesta El poder en el Perú calificó como uno de los periodistas radiales más influyentes del Perú.
Otro de sus trabajos fue en la difusión de la cocina peruana, específicamente arequipeña y cajamarquina. En 2010 se lanzó su libro Memorias de un comensal, editado por la Universidad San Martín de Porres, y nominado a los Gourmand World Cookbook Awards. Al año siguiente recibió la Orden El Sol del Perú, en el grado de Gran Oficial, por su trayectoria periodística y su labor difusora de la gastronomía peruana.
En 2010 condujo para TV Perú su espacio Peruanos en su salsa.